# Dérbi de Osaka
O Dérbi de Osaka (ja:大阪ダービー) é um clássico de futebol japonês que envolve as duas principais equipes da Prefeitura de Osaka: o Cerezo Osaka (localizado em Osaka) e o Gamba Osaka (localizado em Suita).

## História
Na década de 1970, a Yanmar, co-fundadora da Liga Japonesa de Futebol em 1965, tinha seu time reserva, o Yanmar Club, jogando na Segunda Divisão da LJF. No final de 1979, o clube reserva foi fechado pela empresa controladora. A maioria de seus jogadores e funcionários encontrou refúgio quando a Matsushita Electric Industrial os acolheu com o objetivo de formar um novo clube para competir na LJF. O novo Matsushita Electric SC foi formado inicialmente jogando em Nara e, com o passar dos anos, começou a se mudar para Osaka para jogar.
Os dois clubes se enfrentaram nas Copas do Imperador de 1982 e 1984 - ambas vencidas pelo Yanmar - antes do primeiro encontro na liga durante a temporada 1986-87. Naquela época, o recém-chegado Matsushita Electric teve dificuldades e acabou sendo rebaixado; eles só retornaram na temporada 1988-89. No final da temporada 1990-91, a Yanmar perdeu o status de primeira divisão pela primeira vez. O Matsushita Electric, que já havia se candidatado a participar da nova J-League, foi escolhido para ser o representante de Osaka na nova liga, assumindo o nome de Gamba Osaka
Depois de competir por três temporadas na antiga Liga Japonesa de Futebol, o Yanmar Diesel, que havia adotado o nome Cerezo Osaka em 1994, foi promovido à J. League. Desde então, os dois clubes se enfrentaram em todas as temporadas da primeira divisão, exceto em 2002, 2007 a 2009 e 2015 a 2016, quando o Cerezo competiu na segunda divisão, bem como em 2013, quando o Gamba fez o mesmo.[carece de fontes?]

## Estatísticas e jogos
- Atualizado até 4 de junho de 2023, apenas jogos de competições oficiais

| Competição               | Partidas | Vitórias do Cerezo | Empates | Vitórias do Gamba | Gols do Cerezo | Gols do Gamba |
| ------------------------ | -------- | ------------------ | ------- | ----------------- | -------------- | ------------- |
| Liga Japonesa de Futebol | 8        | 4                  | 3       | 1                 | 9              | 6             |
| J League                 | 45       | 15                 | 7       | 23                | 55             | 80            |
| Copa do Imperador        | 5        | 4                  | 0       | 1                 | 13             | 7             |
| Copa da Liga Japonesa    | 11       | 3                  | 5       | 3                 | 16             | 15            |
| AFC Champions League     | 1        | 1                  | 0       | 0                 | 1              | 0             |
| Total                    | 70       | 27                 | 15      | 28                | 94             | 108           |

### Liga Japonesa de Futebol
| Temporada | Data                    | Casa                | Resultado | Visitante           |
| --------- | ----------------------- | ------------------- | --------- | ------------------- |
| 1986–87   | 29 de novembro de 1986  | Yanmar Diesel       | 2–1       | Matsushita Electric |
| 1986–87   | 13 de maio de 1987      | Matsushita Electric | 2–2       | Yanmar Diesel       |
| 1988–89   | 27 de novembro de 1988  | Yanmar Diesel       | 1–0       | Matsushita Electric |
| 1988–89   | 23 de abril de 1989     | Matsushita Electric | 1–3       | Yanmar Diesel       |
| 1989–90   | 7 de outubro de 1989    | Yanmar Diesel       | 0–0       | Matsushita Electric |
| 1989–90   | 27 de janeiro de 1990   | Matsushita Electric | 0–1       | Yanmar Diesel       |
| 1990–91   | 28 de outubro de 1990   | Matsushita Electric | 2–0       | Yanmar Diesel       |
| 1990–91   | 24 de fevereiro de 1991 | Yanmar Diesel       | 0–0       | Matsushita Electric |

### J-League
| Temporada | Data           | Local                  | Casa         | Resultado | Visitante    | Público              |
| --------- | -------------- | ---------------------- | ------------ | --------- | ------------ | -------------------- |
| 1995      | 3 de maio      | Nagai Aid Stadium      | Cerezo Osaka | 1–0       | Gamba Osaka  | 13.057               |
| 1995      | 19 de julho    | Estádio Osaka Expo '70 | Gamba Osaka  | 1–0       | Cerezo Osaka | 17.565               |
| 1995      | 30 de setembro | Nagai Aid Stadium      | Cerezo Osaka | 3–2       | Gamba Osaka  | 12.049               |
| 1995      | 22 de novembro | Expo '70 Stadium       | Gamba Osaka  | 4–0       | Cerezo Osaka | 9.016                |
| 1996      | 18 de maio     | Nagai Aid Stadium      | Cerezo Osaka | 0–2       | Gamba Osaka  | 9.325                |
| 1996      | 14 de setembro | Expo '70 Stadium       | Gamba Osaka  | 2–0       | Cerezo Osaka | 7.210                |
| 1997      | 3 de maio      | Nagai Stadium          | Cerezo Osaka | 0–2       | Gamba Osaka  | 27.734               |
| 1997      | 23 de agosto   | Expo '70 Stadium       | Gamba Osaka  | 3–2       | Cerezo Osaka | 11.893               |
| 1998      | 21 de março    | Expo '70 Stadium       | Gamba Osaka  | 1–2       | Cerezo Osaka | 15.193               |
| 1998      | 15 de setembro | Nagai Stadium          | Cerezo Osaka | 2–1       | Gamba Osaka  | 12.230               |
| 1999      | 16 de maio     | Expo '70 Stadium       | Gamba Osaka  | 1–2       | Cerezo Osaka | 8.253                |
| 1999      | 11 de setembro | Nagai Stadium          | Cerezo Osaka | 4–1       | Gamba Osaka  | 10.901               |
| 2000      | 4 de maio      | Expo '70 Stadium       | Gamba Osaka  | 2–1       | Cerezo Osaka | 13.380               |
| 2000      | 15 de setembro | Nagai Stadium          | Cerezo Osaka | 0–1       | Gamba Osaka  | 19.258               |
| 2001      | 7 de abril     | Expo '70 Stadium       | Gamba Osaka  | 2–1       | Cerezo Osaka | 16.003               |
| 2001      | 15 de setembro | Nagai Stadium          | Cerezo Osaka | 2–1       | Gamba Osaka  | 19.258               |
| 2003      | 13 de julho    | Expo '70 Stadium       | Gamba Osaka  | 0–2       | Cerezo Osaka | 12.362               |
| 2003      | 19 de outubro  | Nagai Stadium          | Cerezo Osaka | 0–2       | Gamba Osaka  | 20.200               |
| 2004      | 16 de junho    | Nagai Stadium          | Cerezo Osaka | 0–1       | Gamba Osaka  | 17.108               |
| 2004      | 2 de outubro   | Expo '70 Stadium       | Gamba Osaka  | 7–1       | Cerezo Osaka | 11.472               |
| 2005      | 14 de maio     | Nagai Stadium          | Cerezo Osaka | 2–4       | Gamba Osaka  | 42.053               |
| 2005      | 23 de julho    | Expo '70 Stadium       | Gamba Osaka  | 4–1       | Cerezo Osaka | 22.232               |
| 2006      | 12 de março    | Nagai Stadium          | Cerezo Osaka | 1–6       | Gamba Osaka  | 30,561               |
| 2006      | 9 de setembro  | Expo '70 Stadium       | Gamba Osaka  | 3–1       | Cerezo Osaka | 20.463               |
| 2010      | 14 de março    | Nagai Stadium          | Cerezo Osaka | 1–1       | Gamba Osaka  | 37.860               |
| 2010      | 18 de setembro | Expo '70 Stadium       | Gamba Osaka  | 3–2       | Cerezo Osaka | 20.973               |
| 2011      | 14 de março    | Expo '70 Stadium       | Gamba Osaka  | 2–1       | Cerezo Osaka | 20.055               |
| 2011      | 13 de agosto   | Nagai Stadium          | Cerezo Osaka | 1–1       | Gamba Osaka  | 37.172               |
| 2012      | 17 de março    | Nagai Stadium          | Cerezo Osaka | 2–1       | Gamba Osaka  | 30.764               |
| 2012      | 11 de agosto   | Expo '70 Stadium       | Gamba Osaka  | 2–2       | Cerezo Osaka | 18.578               |
| 2014      | 12 de abril    | Nagai Stadium          | Cerezo Osaka | 2–2       | Gamba Osaka  | 42.723               |
| 2014      | 20 de setembro | Expo '70 Stadium       | Gamba Osaka  | 2–0       | Cerezo Osaka | 19.569               |
| 2017      | 16 de abril    | Nagai Stadium          | Cerezo Osaka | 2–2       | Gamba Osaka  | 42.438               |
| 2017      | 29 de julho    | Suita Stadium          | Gamba Osaka  | 3–1       | Cerezo Osaka | 36.177               |
| 2018      | 21 de abril    | Suita Stadium          | Gamba Osaka  | 1–0       | Cerezo Osaka | 35.242               |
| 2018      | 6 de outubro   | Nagai Stadium          | Cerezo Osaka | 0–1       | Gamba Osaka  | 34.303               |
| 2019      | 18 de maio     | Suita Stadium          | Gamba Osaka  | 1–0       | Cerezo Osaka | 35.861               |
| 2019      | 28 de setembro | Nagai Stadium          | Cerezo Osaka | 3–1       | Gamba Osaka  | 36.990               |
| 2020      | 4 de julho     | Suita Stadium          | Gamba Osaka  | 1–2       | Cerezo Osaka | 0 (Portões fechados) |
| 2020      | 3 de novembro  | Nagai Stadium          | Cerezo Osaka | 1–1       | Gamba Osaka  | 19.553               |
| 2021      | 2 de maio      | Nagai Stadium          | Cerezo Osaka | 1–1       | Gamba Osaka  | 0 (Portões fechados) |
| 2021      | 28 de agosto   | Suita Stadium          | Gamba Osaka  | 0–1       | Cerezo Osaka | 4.976                |
| 2022      | 21 de maio     | Yodoko Sakura Stadium  | Cerezo Osaka | 3–1       | Gamba Osaka  | 18.750               |
| 2022      | 16 de julho    | Suita Stadium          | Gamba Osaka  | 1–2       | Cerezo Osaka | 22.531               |
| 2023      | 3 de maio      | Suita Stadium          | Gamba Osaka  | 1–2       | Cerezo Osaka | 34.517               |
| 2023      | 28 de outubro  | Yodoko Sakura Stadium  | Cerezo Osaka | v         | Gamba Osaka  |                      |

### Copa do Imperador
| Temporada | Data           | Fase              | Local             | Casa                | Resultado  | Visitante     | Público      |
| --------- | -------------- | ----------------- | ----------------- | ------------------- | ---------- | ------------- | ------------ |
| 1982      | 22 de dezembro | 2ª rodada         | Expo '70 Stadium  | Matsushita Electric | 2–4        | Yanmar Diesel | Desconhecido |
| 1984      | 19 de dezembro | 2ª rodada         | Expo '70 Stadium  | Matsushita Electric | 0–2        | Yanmar Diesel | Desconhecido |
| 2003      | 20 de dezembro | 4ª rodada         | Ningineer Stadium | Cerezo Osaka        | 3–2        | Gamba Osaka   | 5.120        |
| 2005      | 24 de dezembro | Quartas de finais | Nagai Stadium     | Cerezo Osaka        | 3–1        | Gamba Osaka   | 15.329       |
| 2012      | 23 de dezembro | Quartas de finais | Nagai Stadium     | Cerezo Osaka        | 1–2 (Pro.) | Gamba Osaka   | 21.407       |

### Copa da Liga Japonesa
| Temporada | Data               | Fase              | Local                 | Casa         | Resultado | Visitante    | Público |
| --------- | ------------------ | ----------------- | --------------------- | ------------ | --------- | ------------ | ------- |
| 2003      | 8 de março de      | Fase de grupos    | Expo '70 Stadium      | Gamba Osaka  | 1–0       | Cerezo Osaka | 10.169  |
| 2003      | 23 de abril de     | Fase de grupos    | Nagai Stadium         | Cerezo Osaka | 2–2       | Gamba Osaka  | 6.597   |
| 2005      | 6 de agosto de     | Quartas de finais | Nagai Stadium         | Cerezo Osaka | 0–3       | Gamba Osaka  | 12.863  |
| 2005      | 13 de agosto de    | Quartas de finais | Expo '70 Stadium      | Gamba Osaka  | 2–2       | Cerezo Osaka | 11.155  |
| 2017      | 4 de outubro de    | Semifinais        | Nagai Stadium         | Cerezo Osaka | 2–2       | Gamba Osaka  | 21.800  |
| 2017      | 8 de outubro de    | Semifinais        | Suita Stadium         | Gamba Osaka  | 1–2       | Cerezo Osaka | 31.578  |
| 2021      | 1 de setembro de   | Quartas de finais | Nagai Stadium         | Cerezo Osaka | 0–1       | Gamba Osaka  | 4.205   |
| 2021      | 5 de setembro de   | Quartas de finais | Suita Stadium         | Gamba Osaka  | 0–4       | Cerezo Osaka | 4.869   |
| 2022      | 23 de fevereiro de | Fase de grupos    | Suita Stadium         | Gamba Osaka  | 2–3       | Cerezo Osaka | 10.509  |
| 2022      | 23 de abril de     | Fase de grupos    | Yodoko Sakura Stadium | Cerezo Osaka | 0–0       | Gamba Osaka  | 12.058  |
| 2023      | 26 de março de     | Fase de grupos    | Suita Stadium         | Gamba Osaka  | 1–1       | Cerezo Osaka | 26.110  |
| 2023      | 18 de junho de     | Fase de grupos    | Yodoko Sakura Stadium | Cerezo Osaka | v         | Gamba Osaka  |         |

### Liga dos Campeões da AFC
| Temporada | Data       | Fase              | Local            | Casa        | Resultado | Visitante    | Público |
| --------- | ---------- | ----------------- | ---------------- | ----------- | --------- | ------------ | ------- |
| 2011      | 22 de maio | Oitavas de finais | Expo '70 Stadium | Gamba Osaka | 0–1       | Cerezo Osaka | 16.463  |

### Partida de pré-temporada
| Data                    | Local                 | Casa         | Resultado | Visitante    | Público |
| ----------------------- | --------------------- | ------------ | --------- | ------------ | ------- |
| 4 de março de 1995      | Expo '70 Stadium      | Gamba Osaka  | 0–3       | Cerezo Osaka | 13.439  |
| 2 de março de 1996      | Nagai Ball Gall Field | Cerezo Osaka | 1–1       | Gamba Osaka  | 8.325   |
| 1 de março de 1997      | Expo '70 Stadium      | Gamba Osaka  | 2–2       | Cerezo Osaka | 3.645   |
| 22 de fevereiro de 2009 | Nagai Stadium         | Cerezo Osaka | 1–0       | Gamba Osaka  | 16.602  |

## Títulos
- Atualizado até 4 de junho de 2023

| Time                            | Títulos nacionais        | Títulos nacionais | Títulos nacionais | Títulos nacionais                | Títulos nacionais     | Títulos nacionais  | Títulos nacionais          | Títulos internacionais   | Títulos internacionais          | Total de títulos |
| Time                            | Liga Japonesa de Futebol | J-League          | Copa do Imperador | Copa da Liga Japonesa de Futebol | Copa da Liga Japonesa | Supercopa do Japão | Total de títulos nacionais | Liga dos Campeões da AFC | Total de títulos internacionais | Total de títulos |
| ------------------------------- | ------------------------ | ----------------- | ----------------- | -------------------------------- | --------------------- | ------------------ | -------------------------- | ------------------------ | ------------------------------- | ---------------- |
| Yanmar Diesel/Cerezo Osaka      | 4                        | 0                 | 4                 | 3                                | 1                     | 1                  | 13                         | 0                        | 0                               | 13               |
| Matsushita Electric/Gamba Osaka | —                        | 2                 | 5                 | —                                | 2                     | 2                  | 11                         | 1                        | 1                               | 12               |